# Cooper T51

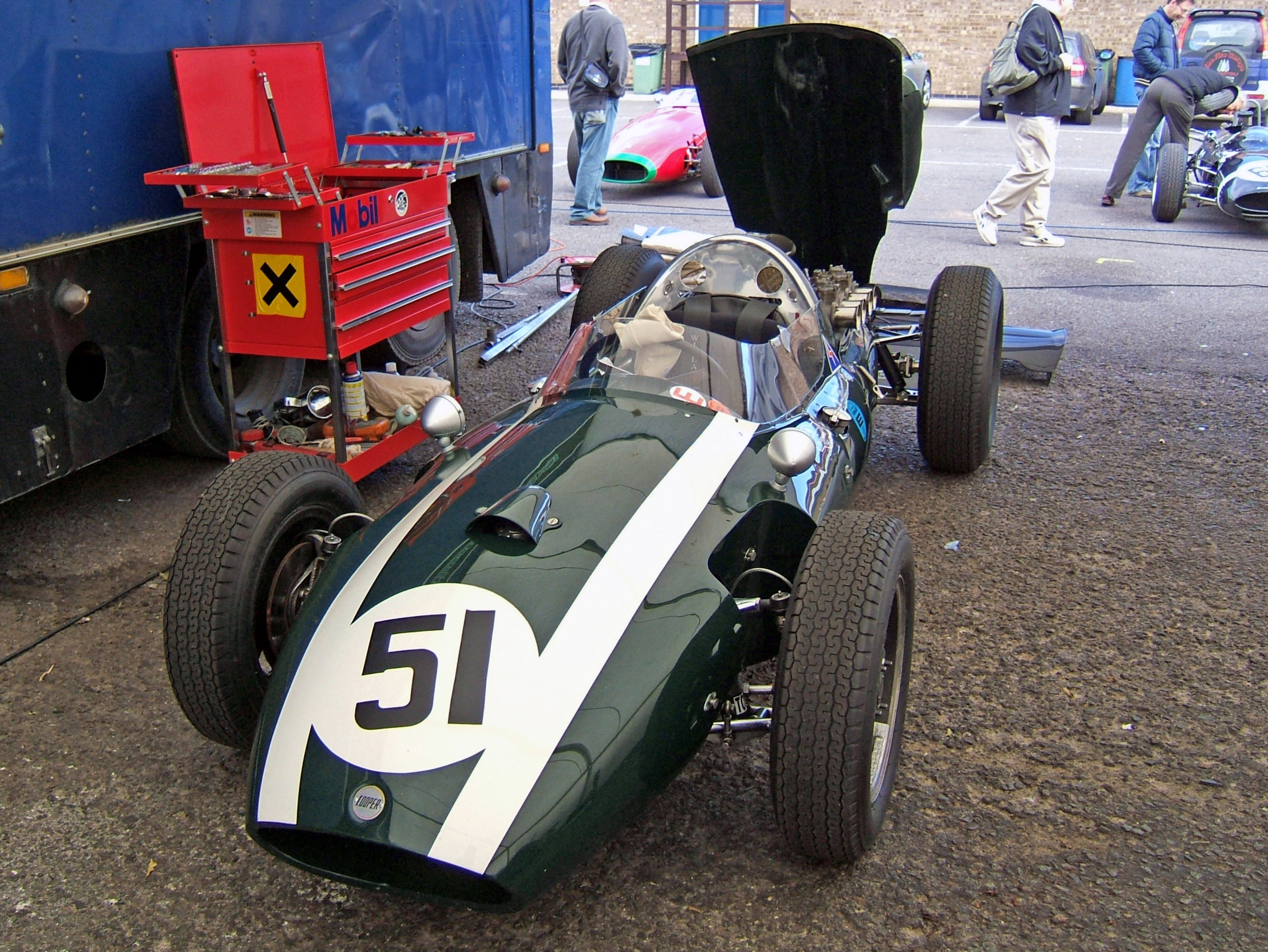
Cooper T51

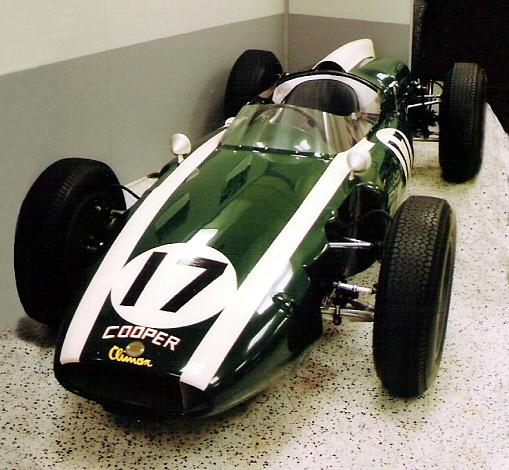
Der 1961 beim 500-Meilen-Rennen von Indianapolis von Jack Brabham pilotierte Cooper T51

Der Cooper T51 war ein Monoposto-Rennwagen der Cooper Car Company. 1959 wurde Jack Brabham auf einem T51 Weltmeister der Formel 1.

## Entwicklungsgeschichte und Technik
Der Cooper T51 wurde 1959 für die 1,5-Liter-Formel-2 gebaut und auch in der Formel-1-Weltmeisterschaft eingesetzt. 1959 dominierte Jack Brabham die Weltmeisterschaft und gewann für Cooper auch den Konstrukteurstitel. Der T51 war der erste Mittelmotor-Rennwagen, mit dem ein Formel-1-Titel eingefahren wurde. Er beendete die Frontmotor-Ära. Obwohl Cooper 1960 durch den Lotus 18 und den Porsche 718 starke Konkurrenz erwuchs, gingen auch in diesem Jahr die Titel an Brabham und den britischen Rennstall, wobei zu Beginn der Saison noch der T51 zum Einsatz kam.
Die Formel-1-Werkswagen wurden vom 2,5-Liter-Motor von Climax angetrieben. Die italienische Scuderia Centro Sud vertraute jedoch auf einen 2,5-Liter-Maserati-Motor. Im T51 von Rob Walker kam ein B.R.M.-Motor zum Einsatz, allerdings wurde dieses Projekt nach einem Rennen wieder fallen gelassen. Walker hatte auch eine Coletti-Achseinheit getestet und dabei eine Lösung für das Problem mit der Kraftübertragung gefunden. Ab Mitte der Saison setzte Walker im Auto von Stirling Moss Coletti-Gehäuse ein, aber die Weltmeisterschaft war durch die Ausfälle im Frühjahr schon verloren. Auch zwei T51 mit Ferrari-Motor gab es, die 1960 von der Scuderia Castellotti eingesetzt wurden.
In der Formel 2 wurden die T51 1959 von BRP mit Borgward-Motoren bestückt, aber auch in dieser Formel wurde 1960 die Konkurrenz von Lotus und Porsche immer stärker und die Cooper wurden bisweilen recht überzeugend geschlagen.

## Renngeschichte
Die T51 wurden zum wichtigsten Einsatzfahrzeug der privaten Teams dieser Jahre. Fast alle Spitzenfahrer dieser Zeit wie Lucien Bianchi, Tony Brooks, Olivier Gendebien, Masten Gregory, Dan Gurney, Bruce McLaren, Maurice Trintignant und Wolfgang von Trips fuhren den T51.